# جون هارود (صحفي)
جون هارود (بالإنجليزية: John Harwood)‏ هو صحفي أمريكي، ولد في 5 نوفمبر 1956 في لويفيل في الولايات المتحدة.

## وصلات خارجية
- جون هارود على موقع إن إن دي بي (الإنجليزية)